# Великий Арктичний заповідник
Великий Арктичний заповідник (рос. Большой Арктический заповедник) — природоохоронна територія на півночі  Росії у Таймирському районі  Красноярського краю. Це найбільший заповідник Росії і всієї Євразії та третій у світі за площею. Був організований постановою Уряду Росії 11 травня 1993 року.

## Географія
Загальна площа заповідника становить 4 169 222 га. Він охоплює сектор Арктики завдовжки 1 000 км із заходу на схід, а у широтному напрямку — більш ніж на 5° (600 км). Його береги омивають два моря Північного Льодовитого океану: Карське море і море Лаптєвих.
Заповідник складається із 7 ділянок: «Діксонсько-Сибіряковський» (близько 185 тис. га), «Острови Карського моря» (понад 370 тис. га), «П'ясінский» (1100 тис. га), «Затока Міддендорфа» (69 тис. га), «Архіпелаг Норденшельд» (близько 510 тис. га), «Нижня Таймира» (близько 1900 тис. га), «Півострів Челюскін», або «Полярні пустелі» (35 тис. га). Під управлінням заповідника знаходяться заказник федерального значення «Сєвєрозємєльський» (площа 421,7 тис. га, острови Північна Земля) і заказник регіонального значення «Бреховські острови» площею 288,5 тис. га.

## Клімат
Основною передумовою формування суворого клімату Таймиро-Північноземельної області є її високоширотне положення, яке обумовлює основні закономірності радіаційного режиму з явищами полярного дня і полярної ночі. В результаті рефракції полярний день в середньому на 16 діб триваліший за полярну ніч. Весь регіон розташовується на північ від полярного кола і тривалість сонячного сяйва і висота сонця над горизонтом протягом року змінюються тут у вельми широких межах.
Тундровий тип клімату відрізняється більш теплим літом. Середня температура липня коливається в межах від 4 до 10-11 градусів. Тут також спостерігається велика хмарність, сильні вітри, висока відносна вологість повітря. Опадів випадає небагато — 200—350 мм на рік, але внаслідок низького випаровування тундра страждає від надмірного зволоження. У материковій частині тундри вітри мають мусонний характер, при цьому вони протягом усього року холодні, влітку дмуть з холодного океану на материк, взимку — з внутрішніх районів охолодженого материка в океан.
У лісотундровому типі клімату середня температура липня зростає до 11-14 градусів. Річна сума опадів (200—400 мм) набагато перевищує випаровування, що визначає надмірне зволоження лісотундрових ландшафтів. Таким чином, за значеннями температур повітря півострів Таймир є одним із найхолодніших районів суші в північній півкулі. Зима повсюдно холодна, літо прохолодне на узбережжі і в горах, але відносно тепле в низинних частинах півострова. На півдні середньорічна температура повітря становить 10,5 градусів, а на північному узбережжі 14,1 градуса.

## Рослинний світ
На ділянках заповідника всебічно представлена рослинність, яка характерна для високих широт. Основний тип рослинності тундри — мохи та лишайники, що переносять суворі умови Арктики.
Основна територія заповідника відноситься до підзони арктичних тундр, а найпівнічніші ділянки — до зони полярних пустель.
На ділянках заповідника всебічно представлена рослинність, що характерна для високих широт.
Основний тип рослинності тундри — це лишайники. Вони розфарбовують тундру в різні кольори від яскраво-жовтого до чорного. На північ лишайники значно домінують над вищими рослинами, які за коротке полярне літо не здатні пройти всі стадії свого розвитку від проростання до плодоносіння. Для ряду вищих рослин виявляється неможливим щорічне цвітіння.
У зв'язку з цим тут немає цибулинних рослин, і практично відсутні однорічні. Арктичні рослини низькорослі, їхні гілки розпластані по землі, а коренева система розростається, в основному, в горизонтальному напрямку. З чагарників найбільш яскравим представником є верба полярна. Трав'янисті рослини представлені осокою та різними злаками. Велику роль в рослинності грає дріада, або куріпкова трава, різні види ломикаменів, різноманітні полярні маки, незабудки. Однією з перших зацвітає новосіверсія крижана, яку називають арктичною трояндою.
У зоні полярних пустель немає сформованого ґрунту, але розвинені дуже чіткі структурні утворення на кам'янистому ґрунті — кільця, медальйони, полігони. Арктична пустеля практично позбавлена рослинності: немає чагарників, лишайники і мохи не утворюють суцільного покриву. Загальне покриття рослин вираховується тут кількома відсотками.
З представників вищих рослин в заповіднику відмічено 162 види, які належать до 28 родин. За кількістю видів виділяються злаки (28 видів), капустяні (19 видів), гвоздичні (16), ломикаменеві (15) і осокові (13 видів). Серед мохів виявлено 15 видів печіночників і 74 види листостеблових мохів, всього 89 видів. Виявлено 15 видів грибів — більшість з них пластинчасті. Значно поширені тут лишайники — 70 видів.

## Тваринний світ
Із птахів характерними мешканцями тундри є біла сова і куріпка полярна, які не покидають Таймир взимку. Такі птахи як гага, білий і рожевий мартини теж зустрічаються тут практично цілий рік.

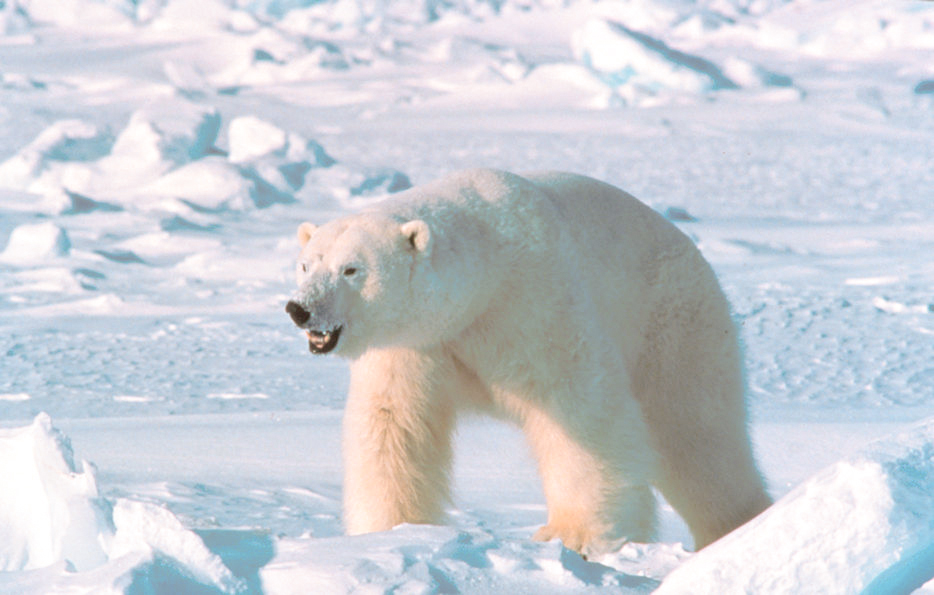
Білий ведмідь- головний хижак в Арктиці

У заповіднику взято під охорону місця гніздування і линяння чорних казарок, зустрічаються рідкісні види мартинів: рожевий, вилохвостий, білий. Рожевий мартин — рідкісний, маловивчений вид, ендемік Росії, внесений до Червоної книги РФ. На Таймирі відома лише одна гніздова колонія цих птахів.
Із ссавців численні найменші лемінги. Від кількості лемінгів залежить чисельність хижаків — песця, волохатого канюка, поморників. По всій території заповідника зустрічається дикий північний олень. Звичайний вид Великого Арктичного заповідника — білий ведмідь. На островах він зустрічається цілий рік, на материковій частині — в основному взимку, і частіше на крайній півночі. У водах Карського моря зустрічаються моржі, білухи, нерпа і лахтак.]

## Туризм
У заповіднику розроблено кілька чудових маршрутів, що мають власні назви: «Таймирський лабіринт», «Хутуда-Біга — річка, багата життям», «Бухта Медуза», «Весна на Хутуда-Біге». Вони включають відвідування стійбища ненців, знайомство з їхньою культурою і побутом, орнітологічні та зоологічні сафарі, рафтинг і навіть дайвінг.
Хутуда-Біга перекладається як «річка, багата життям». Так її назвали корінні жителі Таймиру — нганасани. Мандруючи по річці, можна переконатися, що вони мали рацію: поблизу гирла влітку скупчуються для сезонної линьки багато тисяч гусей, з моря в верхів'я річки до нерестовищ піднімаються арктичні лососі, на берегах видно стада диких оленів.